# Camptostoma imberbe
Camptostoma imberbe là một loài chim trong họ Tyrannidae.